# Концерт для фортепиано с оркестром № 5 (Прокофьев)
Концерт № 5 для фортепиано с оркестром G-dur op.55  — последний завершённый фортепианный концерт Сергея Прокофьева, датируется 1932 годом.
Спустя год после написания своего предыдущего концерта (Фортепианный концерт № 4) для левой руки Прокофьев решил написать новое сочинение для фортепиано (для обеих рук) и оркестра. Прокофьев считал его «недостаточно концертным» и, кроме того, необычным по структуре (содержит пять частей). По этим причинам композитор хотел назвать своё сочинение «Музыкой для фортепиано с оркестром». Вняв советам Н.Я. Мясковского, упрекнувшим друга в «кшенекьянстве» и «хиндемитчине», Прокофьев всё же остановился на традиционном жанровом названии «концерт».

## Структура
Концерт включает в себя пять частей:
1. Allegro con brio (4-5 мин.)
2. Moderato ben accentuato (3-4 мин.)
3. Toccata: Allegro con fuoco (1-2 мин.)
4. Larghetto (6-7 мин.)
5. Vivo (5-6 мин.)

Примерная продолжительность: от 20 до 25 минут.

## Инструменты
Концерт написан для: фортепиано, 2 флейт, 2 гобоев, 2 кларнетов, 2 фаготов, 2 валторн, 2 труб, 2 тромбонов, литавр, большого барабана, малого барабана и струнных.

## Исполнения
Премьера состоялась 31 октября 1932 года с Прокофьевым в качестве солиста и Берлинским филармоническим оркестром под управлением Вильгельма Фуртвенглера.  Среди исполнителей Пятого концерта: А.Брендель (не позже 1955), С.Т. Рихтер (записи с В.Ровицким и Ю.Орманди, обе 1958; с К. Кондрашиным, 1961; с Л. Маазелем, 1970), Т. Николаева (1966), Д. Чиани (1968), Дж. Браунинг (1969), В. Ашкенази (с А. Превеном, 1974; с Б.Хайтинком, 1977), М. Бероф (1974), Е. Бронфман (1991), О. Гутьеррес (1990), В. Крайнев (1991-92),  А. Торадзе (1995).